# 染料
染料是有颜色的物质，但有颜色的物质并不一定是染料。作为染整工業基礎，必须能够使一定颜色附着在纤维上，且不易脱落、变色。染料通常溶於水中，一部份的染料需要媒染劑使染料能黏著於纖維上。
染料和色素吸收部份波長的光，所以看起來帶有顏色。與染料比較，色素並不溶於水中，亦不會附著於其他物質上。
考古資料顯示，染色技術於印度和中東已有超過五千年歷史。當時的染料從動植物或礦物質而來，甚少經過處理。大多數染料來自植物界（如植物的根、莓類、樹皮、葉子和木料等），但此類染料甚少被廣泛用於商業上。
第一種人造的有機染料苯胺紫（mauveine）由威廉·珀金（William Henry Perkin）於一八五六年發明。其後共有上千種染料被發明出來。

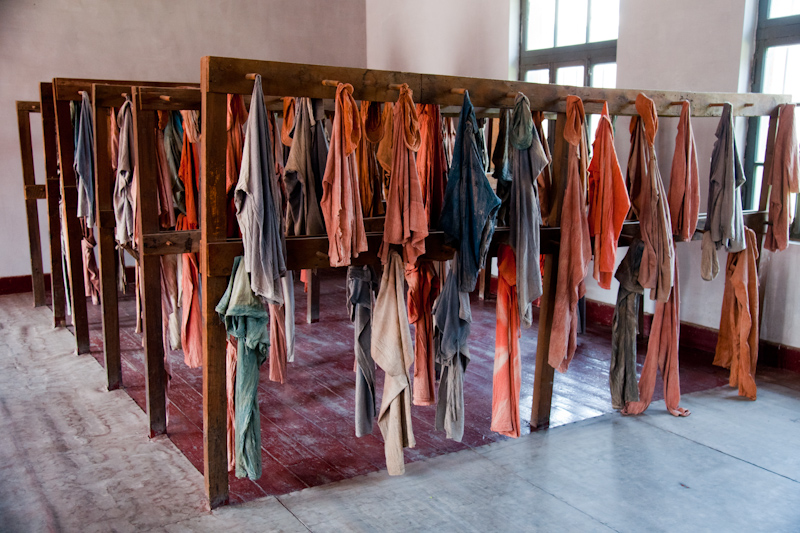
遼寧省染整工业

## 著色方式
酸性洗染是利用水溶性陰離子染劑進行染色，廣泛的應用於絲綢、羊毛、尼龍和改造過的乙醯纖維等可以使用中性到酸染浴的材質的染色。染劑對纖維的附著能力至少有一部分是歸因於染劑中的陰離子與纖維中的陽離子行成鹽類的反應。所以酸染料不能附著於纖維素構成的纖維。
鹼性洗染是用水溶陽離子洗染，主要應用對丙烯酸酯纖維，也有少部分用於羊毛和絲綢。通常會加入乙酸幫助纖維吸收染料。另外，鹼性洗染還應用於色紙上色。

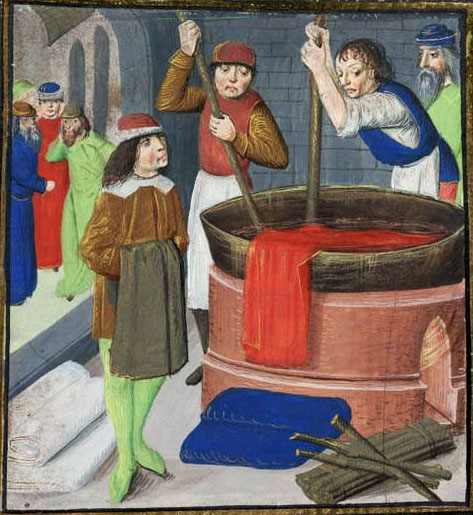
1482年法國染料廠

直接洗染又名實體洗染，通常配合中立或輕微鹼性染浴，或是在靠近沸點的溫度之下進行，有些還會配合加入氯化鈉（NaCl）或硫酸鈉。直接洗染被用在棉花，紙，皮革，羊毛，絲綢和尼龍的染色。另外還用在酸鹼度顯示和生物體的染色。
媒染顧名思義就是需要媒介，它可以增強染料固著的堅牢度並可使染料抗水，光和發汗。媒介的選擇是很重要的，因為它可以很明顯的改變最後染出來的顏色。大部分天然物質的洗染都屬於媒染，因此有很多關於技巧介紹的文獻。最重要的媒染是綜合性媒介洗染，或鍍鉻物洗染，用在羊毛染色上；這些包括一些羊毛專用的30%洗染，另外這種染色法對於海軍服的深色染特別有用。媒染的一種媒介──重鉻酸鉀──主要作用是後續處理。要注意的是許多媒染用媒介都含有重金屬鹽類，可能對健康造成嚴重危害所以使用時必須小心。
大桶洗染用的染料基本上是不溶於水也不能附著在纖維上。但是可以先利用在鹼性水溶液中進行還原反應產生染料的無色鹼金屬鹽類，藉由這型式來附著在纖維上。隨後以氧化反應來使染料重新呈色以完成洗染。
易反應染料是運用含有容易與纖維起反應的取代基的發光團化合物進行染色。因為與纖維形成共價鍵因此這種染色法堪稱最耐久的染色法。目前有所謂冷性易反應的染料，譬如Procion MX 、Cibacron F，和Drimarene K，可以在室溫之下進行反應所以容易運用、所以易反應的染料顯然是在家庭或是藝術工作室中染棉花或纖維素的最佳選擇。
分散洗染最初是被開發來染醋酸纖維素，並且具有極不溶於水的特性。染料均勻的被混合在分散基質中，以糊狀型式或先透過噴霧乾燥法來製成粉末出售。它們也可被使用來洗染尼龍、三乙酸酯纖維素、聚酯和乙醯纖維。在某些情況下，洗染需要在130℃下進行，同時還要配合高壓力。極度微小的染料顆粒可以增大接觸面積所以容易溶解並被纖維吸收。染色的效率受到分散基質的影響。
偶氮洗染是一種直接讓不溶於水的偶氮染料直接生成在纖維上或纖維裡的技術。這種方式由加入偶氮及耦合化合物進行反應來達成。適當調整染浴的條件及各成分的比例產生不能溶解的偶氮染料。這個技術洗染是極為獨特的，因為最後的顏色由偶氮化合物及耦合化合物控制。
硫磺染料是用來將棉化染成暗色的染料。起始的染浴給予一種黃色或蒼白淡黃綠顏色。接下來進行氧化反應形成我們在襪子藍色牛仔褲上可以看到的的靛藍色的黑暗的黑色。